# کورابلینو
شهر کورابلینو (به روسی: Кораблино) در کشور روسیه و در اوبلاست ریازان واقع شده‌است.